# Involución agrícola: los procesos del cambio ecológico en Indonesia
Involución Agrícola: Los Procesos del Cambio Ecológico en Indonesia (en inglés: Agricultural Involution: The Processes of Ecological Change in Indonesia) es una de las primeras obras más célebres del antropólogo estadounidense Clifford Geertz. Su principal tesis se basa en que tras muchos siglos de cultivo intenso de arroz húmedo, produjo una gran complejidad social sin cambios políticos o tecnológicos significantes, un proceso en el que Geertz denomina "involución".
Escrito para un proyecto particular financiado por los Estados Unidos, sobre el desarrollo local y tras la teoría de modernización del economista Walt Whitman Rostow, Geertz examina en este libro el sistema agrícola en Indonesia. Las dos formas dominantes de cultivo son el itinerante y el sawah. El cultivo itinerante también es conocido como tala y quema y el sawah corresponde al riego arrozales. La ubicación geográfica de estos diferentes tipos de cultivo es importante. La técnica del sawah es fundamental en las islas de Java y Bali, donde viven casi tres cuartas partes de la población de Indonesia, mientras que la técnica de tala y quema es aplicada en regiones más descentralizadas. Luego de examinar el sistema agrario del país, el libro se convierte en un examen de desarrollo histórico sobre estos sistemas. De particular interés es la discusión de Geertz sobre lo que el describe como el proceso de "involución agrícola". Este término describe el proceso en Java en donde tanto la demanda económica externa de la Colonia holandesa como las presiones internas al crecimiento poblacional, llevaron a la intensificación de este proceso a que hacer un cambio de este. Esto llevó al incremento de la intensidad laboral en los arrozales, aumentando la producción por área pero no aumentó la producción por cabeza.
Este fue políticamente el texto más controvertido de Geertz, ya que el proyecto Modjokuto era un proyecto financiado por la CIA para el Centro de Estudios Internacionales del MIT. Aun así, en una entrevista hacia David Price,  afirma que no estuvo involucrado con el aspecto político del proyecto.
Posterior en su carrera, Geertz reflexionó que el libro se había convertido en un "huérfano", ampliamente leído y criticado sin referencia a su cuerpo de trabajo más amplio.